# Dongjiahe (köpinghuvudort i Kina, Shaanxi, lat 34,96, long 109,00)
Dongjiahe (kinesiska: 董家河镇, 董家河) är en köpinghuvudort i Kina. Den ligger i provinsen Shaanxi, i den nordvästra delen av landet, omkring 78 kilometer norr om provinshuvudstaden Xi'an. Antalet invånare är 11 502. Befolkningen består av 5 559 kvinnor och 5 943 män. Barn under 15 år utgör 13,0 %, vuxna 15-64 år 77 %, och äldre över 65 år 8,0 %.
Runt Dongjiahe är det tätbefolkat, med 613 invånare per kvadratkilometer. Närmaste större samhälle är Yaozhou, 6,8 km söder om Dongjiahe. Trakten runt Dongjiahe består till största delen av jordbruksmark.
Genomsnittlig årsnederbörd är 640 millimeter. Den regnigaste månaden är juli, med i genomsnitt 138 mm nederbörd, och den torraste är december, med 1 mm nederbörd.